# Parvodontia
Parvodontia is een geslacht van schimmels behorend tot de familie Cystostereaceae.

## Soorten
Volgens Index Fungorum bevat het geslacht twee soorten (peildatum maart 2022):
| Soortnaam                 | Auteur(s)                   | Publicatiejaar |
| ------------------------- | --------------------------- | -------------- |
| Parvodontia albocrustacea | (Rick) Baltazar & Rajchenb. | 2016           |
| Parvodontia luteocystidia | Hjortstam & Ryvarden        | 2004           |